# Louis Holweck
Louis Joseph François Holweck (París, 19 de diciembre de 1861 - 1935) fue un escultor francés.

## Biografía
Louis Holweck, nacido en París el 19 de diciembre de 1861, pertenecía a una familia católica de origen alsaciano. Fue padre del físico Fernand Holweck (1890-1941). 
Es conocido sobre todo por haber realizado un monumento en homenaje al escritor Jacques-Henri Bernardin de Saint-Pierre y a su novela Pablo y Virginia, monumento erigido en 1907 en el Jardín de las Plantas de París. También son célebres algunas de sus obras, como su alegoría Le Vin (1888) que representa al dios Baco que riega con vino a un pequeño sátiro, grupo en bronce que adornaba antaño el parque Monceau antes de ser trasladada bajo el gobierno de Vichy.
Próximo al escultor Frédéric Auguste Bartholdi, colaboró en la elaboración de la Estatua de la libertad.

## Galería

Obras de Louis Holweck
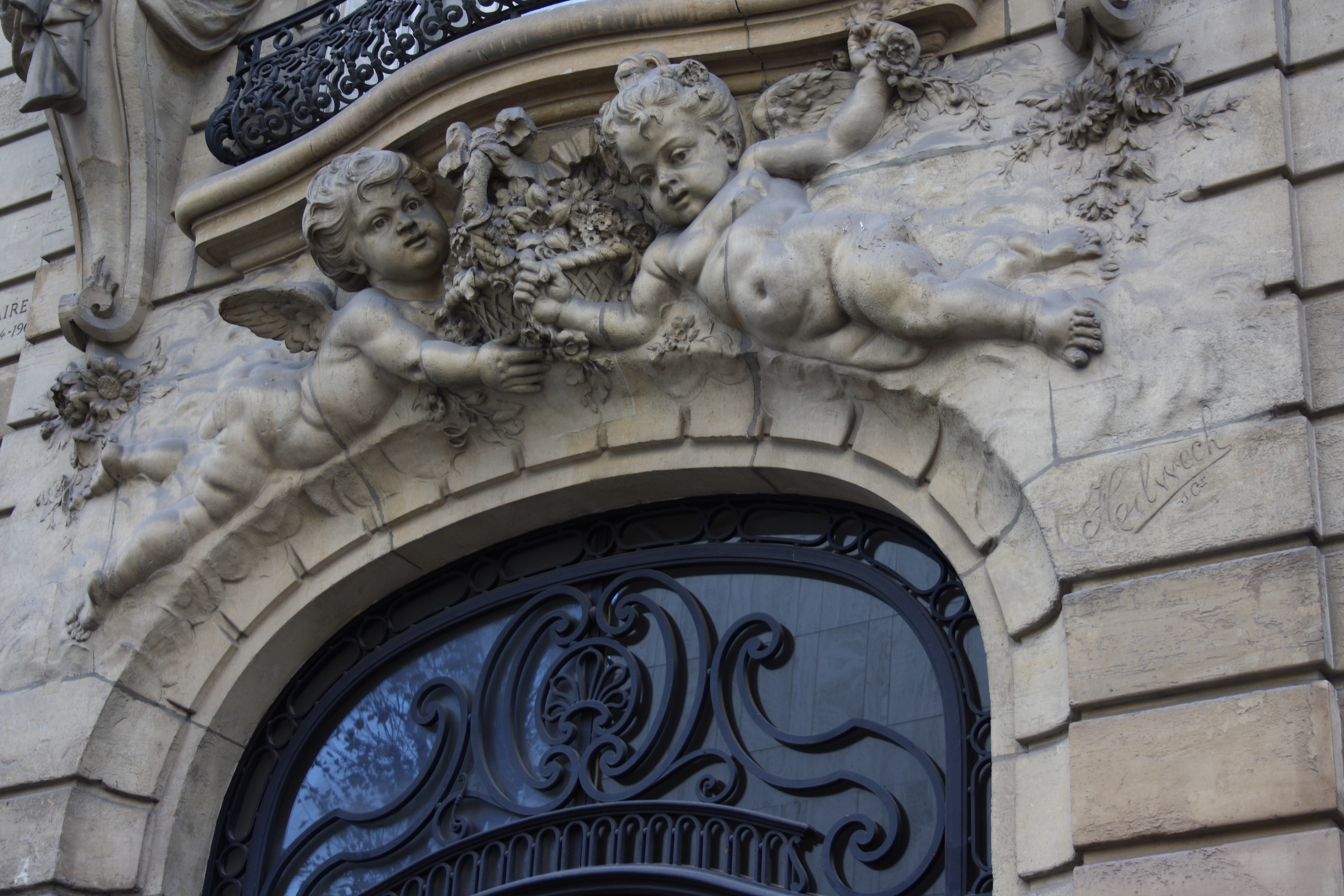
Putti (1905), 82, rue Notre-Dame-des-Champs en París.
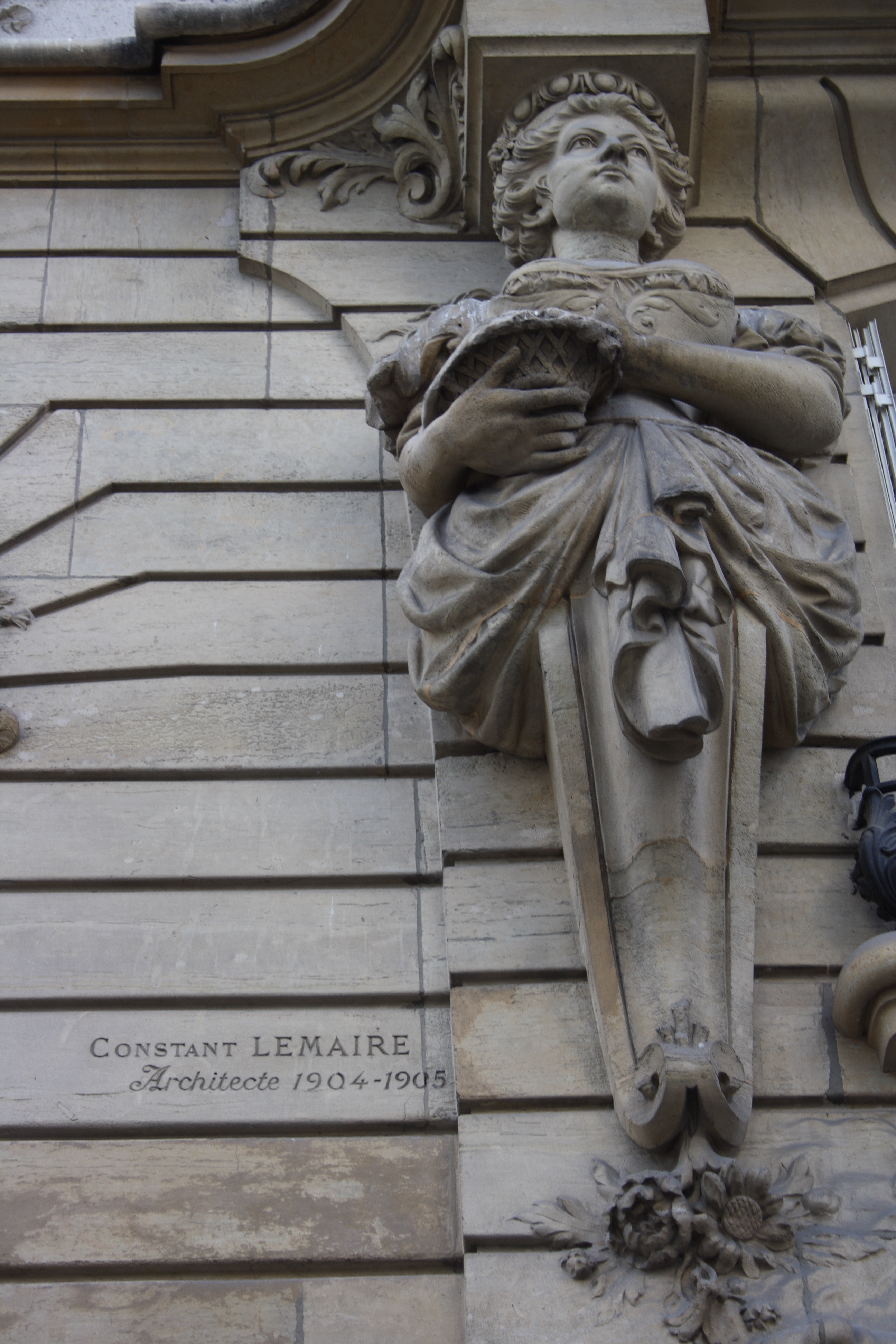
Cariatide (1905), 82, rue Notre-Dame-des-Champs en París.
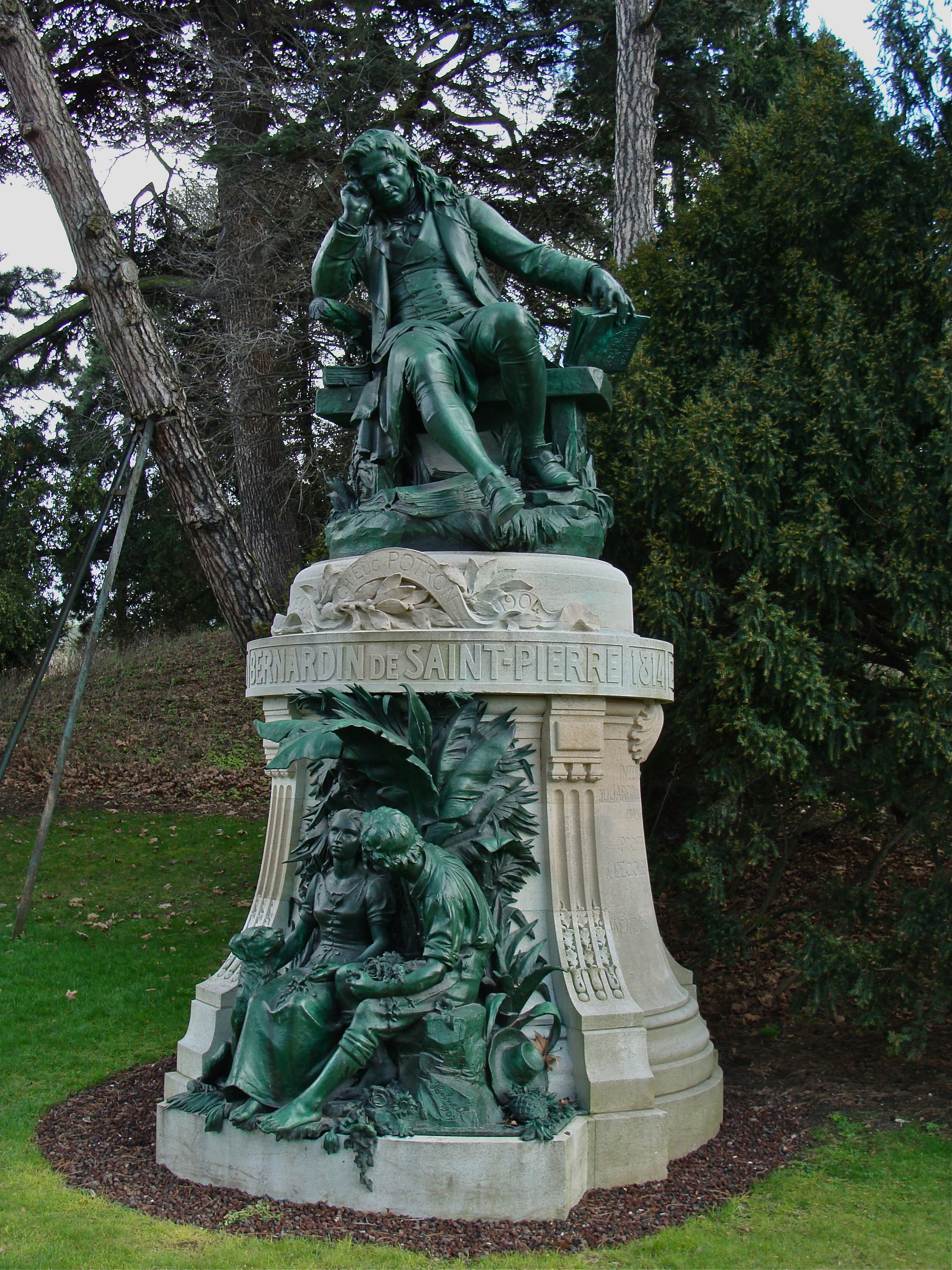
Monumento a Bernardin de Saint-Pierre (1907), París, Jardín de las Plantas.